# スピナロンガ

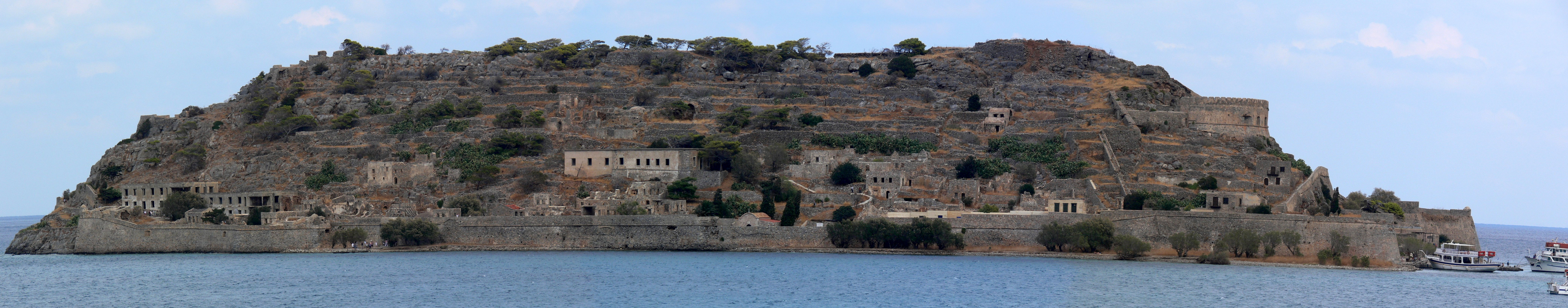
West bank of Spinalonga

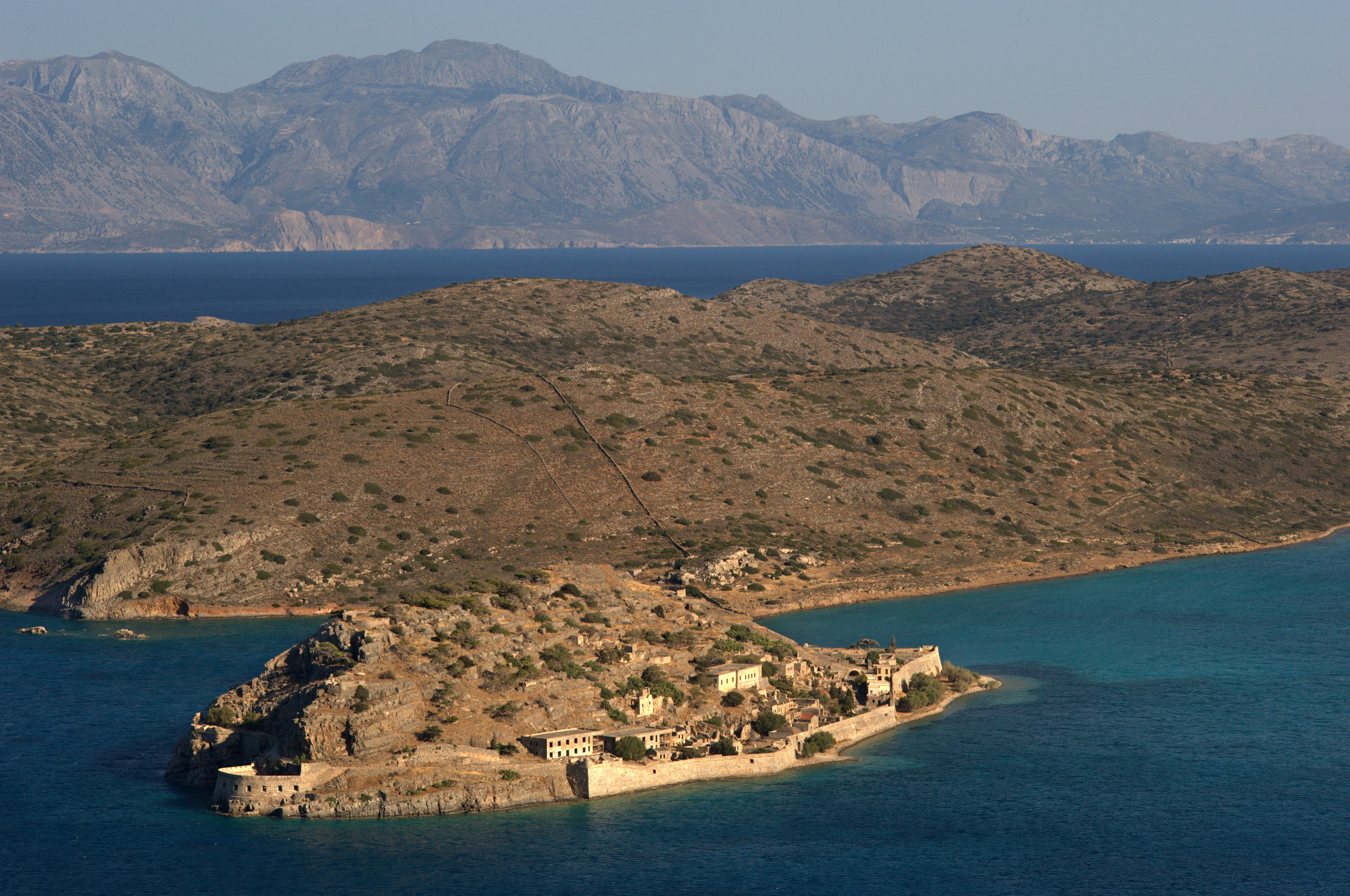
Island Spinalonga (Kalidon)- top view panorama.

スピナロンガ、スピナロンガ島（スピナロンガとう）は、クレタ島の東部、エロウダ村の隣に位置する島。
1579年にヴェネツィア共和国のヴェネツィア人が古代アクロポリスの遺跡に強固な砦を造った。ヴェネツィア人は1669年にクレタの他の地域がオスマン帝国に陥落されてからも、1715年の降伏まで約半世紀にわたり支配していた。

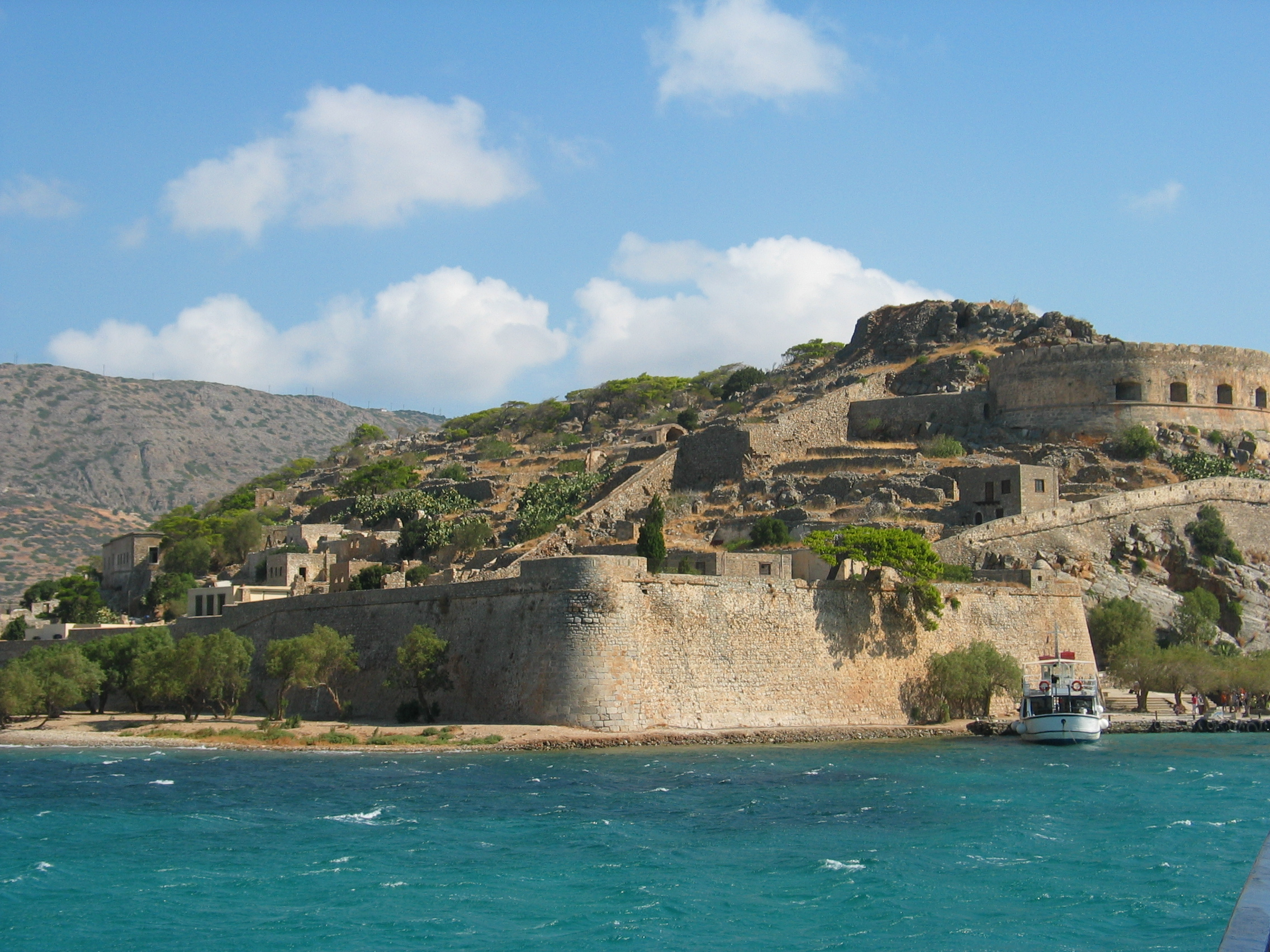
Island of Spinalonga

1903年にクレタ総督のゲオルギオス王子の下で、この島はハンセン病患者のコロニーとするという決議がなされた。島に住むトルコ人はその決議により、自主的に島から離れていった。連れてこられた患者は洞窟や、壊れた砦に住み、食料などはクレタ本島の人々の好意に頼った。専門の医師や特効薬もなく、治らないとされた患者は再びアテネに送り返された。医師はいなかったが、大風子油が使用され、素人的な外科治療がなされていた。状況は悪化し、患者たちと守衛とのいさかいが絶えなかった。本国はまったく彼らに同情的でなかったが、新しく来た患者には、弁護士や教師、高校を出た人々がいた。その中からヨゼフ・パヴラキスという神学を学んだ若いリーダーが現われ、作業班を組織化し、建物を整備した。当局の考えはハンセン病患者の隔離であったが、患者たちはこの島で仕事をし、食料を作り、ミサをおこない、劇団を持つまでに至った。この島では当然のことながら差別がなく、患者たちは病変による変形を隠さなかったという。1954年に政府は隔離政策を止め、新しい患者はアテネで治療することとなった。政府との交渉の末、1957年にパヴウラキスらは本国に帰還した。英語版のWikipediaでは、1962年に牧師が帰還したとしている。2006年6月現在、この地域の主な観光スポットはヴェネツィア共和国時代の砦である。
参考文献：Spinalonga-Paradise or Purgatory ?  by Beryl Darby. The Star, 46,1,6-16,1986.
著者はイギリス人で、多くの文献を探したが、記載がなかったと述べている。養女がアテネに住み、ギリシア語と英語に堪能であったため、自主研究によりこの本を出版した。